# Якунін Іван Васильович
Іван Васильович Якунін (12 червня 1915, Панфілка, Вологодська область, Росія — 15 грудня 1989) — український скульптор.

## Біографія
Народився 12 червня 1915 року в селі Панфілка Нелазького сільського поселення Вологодської області. Навчався в Московському художньо-промисловому училищі у 1934—1939 роках. Ветеран німецько-радянської війни. Нагороджений орденом Вітчизняної війни ІІ ступеня (6 квітня 1985). Протягом 1946—1951 років закінчив факультет монументально-декоративної скульптури Московського інституту прикладного і декоративного мистецтва. Серед викладачів Катерина Бєлашова. Того ж року став викладачем у Львівському інституті прикладного та декоративного мистецтва. Від 1961 року — доцент. Член Спілки художників УРСР. Працював у галузі станкової і монументальної скульптури. Учасник обласних та республіканських виставок з 1954 року, а також всесоюзних від 1967 року.
Помер 15 грудня 1989 року. Мешкав у Львові в будинку на проспекті Свободи, 1/3.
Роботи
- Погруддя Богдана Хмельницького (1954, тонований гіпс).[2]
- Портрет Миколи Кузнецова (1960, дерево, 81×50×47, Національний музей у Львові).[6]
- «На просторах Батьківщини» (1961).[3]
- Пам'ятник Володимиру Леніну в Кельменцях (1964, вапняк. Співавтор Микола Рябінін).[2]
- «Мати» (1966, дерево).[2]
- Портрет Миколи Кузнецова. 1967, граніт.[7]
- «Ровесниця Жовтня» (1967, дерево, 64×51×47).[6]
- «Володимир Ілліч Ленін» (1969, кована мідь, 200×170×167).[6]
- Пам'ятник загиблим у селі Великосілки (1971).[8]
- Пам'ятник Леніну в Куликові (1974, архітектор Андрій Шуляр).[8]
- Пам'ятник загиблим у селі Золотковичі (1975, архітектор Анатолій Консулов).[8]
- Портрет Георгія Жукова (1977, кована мідь, 120×110×65).[9]
- Пам'ятник Максимові Горькому у Трускавці (1981).[8]
- Пам'ятник загиблим у селі Крукеничі (1983).[8]
- Погруддя Богданові Хмельницькому на центральній алеї Парку культури у Львові. Встановлене 1996 року.[10]